# Rise Up (Andra Day)
Rise Up è un singolo della cantante statunitense Andra Day, pubblicato il 28 agosto 2015 come secondo estratto dal primo album in studio Cheers to the Fall.

## Descrizione
Il brano è stato scritto dalla stessa interprete con Jennifer Decilveo e prodotto da Adrian Gurvitz. È composta in chiave di Do diesis maggiore ed ha un tempo di 119 battiti per minuto.

## Video musicale
Il video musicale, diretto da M. Night Shyamalan, è stato reso disponibile il 9 maggio 2016.

## Tracce
Download digitale
1. Rise Up – 4:13

## Classifiche
| Classifica (2016-17) | Posizione massima |
| -------------------- | ----------------- |
| Francia              | 115               |
| Regno Unito          | 61                |
| Stati Uniti          | 101               |